# Geroda leucocycla
Geroda leucocycla là một loài bướm đêm trong họ Noctuidae.